# Max Picard
Max Picard (Schopfheim, 5 giugno 1888 – Sorengo, 3 ottobre 1965) è stato uno scrittore svizzero.
Nasce a Schopfheim, in Germania ma vicino al confine con la Svizzera, da genitori ebrei svizzeri. Si laurea in medicina, ma dopo un anno di esperienza come assistente alla clinica universitaria lascia questa occupazione per dedicarsi alla scrittura di libri, interessandosi di tematiche antropologiche e spirituali. 
A causa della malattia della moglie si trasferisce nel canton Ticino, dove resta per più di trent'anni, trovando nella natura e nel paesaggio di quei luoghi un elemento di grande valore esistenziale. 
Filosofo-poeta e scrittore, indaga la dimensione dell'essere e il rapporto dialettico tra il mondo contemporaneo e quello, interiore ed eterno, del silenzio e dello spirito, esperito nella quotidianità.
Tra  gli scritti di Max Picard:
- Il mondo del silenzio
- Il rilievo delle cose. Pensieri e aforismi

Altri documenti su Max Picard:
La Televisione svizzera ha prodotto per la collana "Il filo d'Oro" (di Werner Weick, Andrea Andriotto) un documentario su Max Picard disponibile anche in lingua italiana.
"Tutto il frastuono di oggi sembra solo un mormorio d'insetti ronzanti intorno all'immane dorso di quell'animale preistorico, il silenzio."(da Il mondo del silenzio)

## Opere
- Mondo distrutto e mondo indistruttibile. Viaggio in Italia, Il Margine, Trento, 2013, ISBN 978-88-6089-075-7. Traduzione italiana a cura di Gabriele Picard e Mauro Stenico.
- L'ultimo volto dell'uomo: maschere mortuarie da Shakespeare a Nietzsche. Milano: Servitium Editrice, 2015. Traduzione italiana a cura di Gabriele Picard e Mauro Stenico.
- Mauro Stenico, "Max Picard e gli 'ammonitori' del Novecento". Archivio trentino: rivista interdisciplinare di studi sull'età moderna e contemporanea. Trento, nr. 2, 2015, pp. 33–71.
- Il mondo del silenzio, Nuova edizione a cura di Jean-Luc Egger, Servitium Editrice, 2007